# Río Shigenobu
El Shigenobu (重信川 Shigenobu-gawa?) es un río de Japón que recorre la zona central de la prefectura de Ehime.

## Características
Nace en el monte Higashi-Sanpogamori (東三方ヶ森 Higashi-Sanpōgamori?) de la península de Takanawa, a 1.233 m s. n. m. Inicia su recorrido en sentido sur hasta que en el distrito Yokogawara de la Ciudad de Toon cambia su rumbo en sentido oeste.
Desde cercanías de la Ciudad de Toon va dando forma a la Llanura de Dogo (道後平野 Dōgo-heiya?). En su tramo final conforma el límite entre la Ciudad de Matsuyama y el Pueblo de Masaki del Distrito de Iyo, para finalmente desembocar en el Nada de Iyo (伊予灘 Iyo-nada?) del mar Interior de Seto.
Sus principales afluentes son los ríos Ishite y Tobe (砥部川 Tobe-gawa?).
Al nacer en una zona considerablemente alta y tener una extensión relativamemente corta, es un río propenso a sufrir desbordes. A ambos márgenes del río se forman nacientes que han sido aprovechados para el riego de cultivos. Su desembocadura es un importante punto de descanso para las aves migratorias en el Japón Occidental (西日本 Nishi-Nihon?).

## Origen del nombre
El nombre fue seleccionado en homenaje a Shigenobu Adachi (足立重信 Adachi Shigenobu?), quien se encargó de realizar obras fluviales para el mejor aprovechamiento de los ríos de la región y para evitar inundaciones, entre fines del siglo XVI y comienzos del siglo XVII. Shigenobu Adachi fue un dependiente de Yoshiaki Kato (加藤嘉明 Katō Yoshi'aki?), general que respondía a Hideyoshi Toyotomi.

## Localidades que atraviesa
- Prefectura de Ehime
  - Saijo
  - Toon
  - Matsuyama
  - Tobe (Distrito de Iyo)
  - Masaki (Distrito de Iyo)